# لوئیسبورگ (میسیسیپی)
لوئیسبورگ (به انگلیسی: Lewisburg) یک منطقهٔ مسکونی در ایالات متحده آمریکا است که در شهرستان دسوتو، میسیسیپی واقع شده‌است. لوئیسبورگ ۳۸ متر بالاتر از سطح دریا واقع شده‌است.